# Breviceps rosei
Espèce
Synonymes
- Breviceps vansoni FitzSimons, 1946
- Breviceps fasciatus FitzSimons, 1950

Statut de conservation UICN

 LC  : Préoccupation mineure
Breviceps rosei est une espèce d'amphibiens de la famille des Brevicipitidae.

## Répartition
Cette espèce est endémique du Cap-Occidental en Afrique du Sud.

## Taxinomie
Selon l'UICN, il y a deux sous-espèces : Breviceps rosei rosei de la côte Ouest et des îles Robben et Breviceps rosei vansoni de la côte Sud.

## Étymologie
Cette espèce est nommée en l'honneur de Walter Roze qui a collecté l'holotype.

## Publications originales
- Power, 1926 : A monographic revision of the genus Breviceps, with distribution records and descriptions of new species. Annals of the South African Museum, vol. 20, p. 451-471 (texte intégral).
- FitzSimons, 1946 : An account of the reptiles and amphibians collected on an expedition to the Cape Province, October to December, 1940. Annals of the Transvaal Museum, vol. 20, p. 351-377.